# Garm Āb
Garm Āb (persiska: گَرماب, گرم آب, Garmāb) är en ort i Iran.   Den ligger i provinsen Zanjan, i den nordvästra delen av landet, 290 km väster om huvudstaden Teheran. Garm Āb ligger 1 590 meter över havet och antalet invånare är 3 274.
Terrängen runt Garm Āb är platt åt nordost, men åt sydväst är den kuperad. Runt Garm Āb är det ganska glesbefolkat, med 34 invånare per kvadratkilometer. Garm Āb är det största samhället i trakten. Trakten runt Garm Āb består i huvudsak av gräsmarker.